# ناهد عجة
ناهد عجة (ناهد مصطفى عبد القادر طلاس) (وُلِدَت في 6 نوفمبر 1959) في مَدينَة حلب (سوريا)، وهي سيدة أعمال سورية.

## حياتها
هي ابنة وزير الدفاع السوري السابق مصطفى طلاس، وهي عائلة سورية غَنِيَّة.
في عام 1978 عِندَما بَلَغَت 18 عاماً، تَزَوَّجَت مِن صانِع السِّلاح السُّعودي أكرم عجة الذي كان يبلغ من العمر 60 عاماً. وأصبحت زوجة الأب لِمَنصور عجة، المالك لللفورمولا 1 ماكلارين ومجموعة TAG.
حَصَلَت عَلى دَرجة الدبلوم في الفلسفة، وعلى درجة الماجستير في عِلم النفس في عام 1996 وكانت حول «هتلر 1920-1933، الأوراق الفرنسية». وفي عام 2002، حَصَلَت عَلى شهادة الدكتوراه في العلوم السياسية من جامعة باريس 5 - ديكارت(أطروحة بعنوان «مساويء العولمة في دول العالم الثالث»)واستقرت في فرنسا في عام 1979.
بالإضافة إلى كَونِها الرَّئيس المُؤسس والمُضيف لِلجامِعة الأوروبية العربية وعضو مناظر في أكاديمية الفنون الجميلة. ترأست ناهد مؤسسة طلاس، ومع الحرب الأهلية السورية نفي والدها وأخوته وخرجت معه من سوريا إلى باريس.في يوليو عام 2003، اشترت البورصة بقيمة 11٪ من رأس المال للمجموعة الإعلانية UK Cordiant. وأصبَحَت مِن أكبَر المُساهِمين في المَجموعَة العامة.